# Enrico Feroci
Enrico Feroci (Pizzoli, 27 de agosto de 1940) é um cardeal da Igreja Católica italiano, atual pároco de Santa Maria del Divino Amore a Castel di Leva, na Diocese de Roma.

## Biografia
Nascido em 27 de agosto de 1940 em Pizzoli, aos onze anos ingressou no Pontifício Seminário Romano Menor e, depois dos estudos secundários, continuou no Seminário Romano Maior. Foi ordenado padre em 13 de março de 1965, foi assistente no Pontifício Seminário Romano Menor por um ano e depois (1966-68) no Seminário Maior; em 1968 voltou ao seminário menor como vice-reitor.
De 1976 a 1980 Feroci foi vigário paroquial e de 1980 a 2004 pároco da paróquia de San Frumenzio ai Prati Fiscali. Por muitos mandatos foi Prefeito da IX Prefettura, membro do Conselho dos Prefeitos, do Conselho Presbiteral, do Conselho para os Assuntos Econômicos, do Colégio dos Consultores da Diocese, participando e colaborando estreitamente na realização de todos os eventos eclesiais diocesanos daqueles anos: o Sínodo da Igreja de Roma (1987-1992) e a Missão da Cidade que precedeu o Grande Jubileu de 2000. Foi nomeado Capelão de Sua Santidade em 13 de outubro de 1995.
Deixou San Frumenzio em 1 de julho de 2004 e tornou-se pároco de Sant'Ippolito, na província de Viale delle Provincie,  no quartiere Nomentano, até 1 de setembro de 2009, quando o Cardeal Vigário o nomeou Diretor da Caritas Diocesana. Como Diretor da Caritas, foi também nomeado presidente da Fundação “Caritas Roma” e da fundação contra a usura Salus Popoli Romani. Em seguida, presidiu a "Cooperativa Roma Solidariedade", órgão gestor dos serviços promovidos pela Caritas de Roma. Foi também consultor do Pontifício Conselho para a Pastoral dos Migrantes e Itinerantes.
Em 10 de novembro de 2017, o Cardeal Vigário nomeou-o Presidente da Associação Clerical Pública dos Filhos Oblatos de Nossa Senhora do Amor Divino, confiando-lhe a responsabilidade de Reitor do Santuário della Madonna del Divino Amore e Reitor do Seminário Nossa Senhora do Amor Divino (1 de setembro de 2018). Ele o nomeou cônego e camerlengo da Basílica Papal Santissimo Salvatore e Santi Giovanni Battista ed Evangelista in Laterano.
Em 1 de setembro de 2019 foi nomeado pároco da paróquia de Santa Maria del Divino Amore a Castel di Leva.
Em 25 de outubro de 2020, o Papa Francisco anunciou a sua criação como cardeal no consistório programado para 28 de novembro. Foi consagrado arcebispo-titular de Passo Corese em 15 de novembro de 2020, em Santa Maria del Divino Amore a Castel di Leva, por Angelo De Donatis, cardeal-vigário e arcipreste da Arquibasílica de São João de Latrão, coadjuvado por Claudio Maria Celli, presidente-emérito do Pontifício Conselho para as Comunicações Sociais e por Vincenzo Apicella, bispo de Velletri-Segni. Recebeu o barrete vermelho e o título de cardeal-diácono de Nossa Senhora do Divino Amor em Castel di Leva, da qual é pároco. Durante a cerimônia, Francisco rompeu com o cerimonial após a citação em latim da fórmula do titulus, dizendo: "É a sua paróquia. O papa fez de um pároco um cardeal."